# Saint-Izaire
Saint-Izaire település Franciaországban, Aveyron megyében. Lakosainak száma 318 fő (2022. január 1.). Saint-Izaire Broquiès, Brousse-le-Château, Calmels-et-le-Viala, Les Costes-Gozon, Montclar és Saint-Juéry községekkel határos.

## Népesség
A település népessége az elmúlt években az alábbi módon változott:
| Lakosok száma | 495  | 337  | 284  | 330  | 302  | 304  | 303  | 303  | 308  | 318  |
|               | 1968 | 1982 | 1990 | 2006 | 2013 | 2015 | 2017 | 2019 | 2020 | 2022 |